# Crossopsoraceae
De Crossopsoraceae zijn een familie van schimmels, die behoren tot de roesten. Het typegeslacht is Crossopsora. Verschillende geslachten uit deze familie waaronder het typegeslacht zijn echter later heringedeeld in andere families.

## Geslachten
Tot de Crossopsoraceae behoren zes geslachten:
1. Angiopsora -> overgezet naar de familie Phakopsoraceae
2. Catenulopsora -> overgezet naar de familie Phakopsoraceae
3. Crossopsora -> overgezet naar de familie Phakopsoraceae
4. Kweilingia -> overgezet naar de familie Phakopsoraceae
5. Neoolivea
6. Neophysopella -> overgezet naar de familie Neophysopellaceae